# Antennularia engleriana
Antennularia engleriana är en svampart som först beskrevs av Henn., och fick sitt nu gällande namn av Franz Xaver von Höhnel. Antennularia engleriana ingår i släktet Antennularia och familjen Venturiaceae.   Inga underarter finns listade i Catalogue of Life.